# CTpedia
La CTpedia fue una enciclopedia colaborativa local o «locapedia» de la ciudad española de Cartagena (Región de Murcia), basada en la tecnología de MediaWiki. El proyecto, una iniciativa promovida por el Ayuntamiento de Cartagena coordinada por el consultor digital Alfredo Romero, se inauguró el 17 de mayo de 2007 y tuvo su inspiración en la Wikipedia.
En algún momento entre agosto y diciembre de 2015, el proyecto fue abandonado y el sitio web que albergaba la enciclopedia clausurado.

## Política
Entre sus normas de participación, la enciclopedia estipulaba para el usuario una serie de normas a seguir, entre las que se encontraban el deber de registrarse para poder editar un artículo, mantener un punto de vista neutral en la redacción, evitar el vocabulario vulgar o usar tantas imágenes como fuera posible.
Los contenidos compartidos en CTpedia eran distribuidos bajo licencia copyleft.

## Historia
A poco más de un año de su inauguración, en junio de 2008 se celebró la primera edición del concurso de adición de artículos, y para diciembre CTpedia contaba con alrededor de 800 artículos y 341 usuarios registrados. En marzo de 2014 la cifra de artículos había sobrepasado los 1900.
Durante su tiempo de existencia también se llevaron a cabo concursos temáticos, que por ejemplo animaban a subir contenidos sobre la Semana Santa en Cartagena.